# Червонодзьобий пінгвін
Червонодзьобий пінгвін — рід птахів з родини пінгвінові, найчисельніший рід у родині: складається з 6 видів. Пінгвіни цього роду середньої статури: 50-70 см заввишки.
Види:
- Пінгвін прямочубий (Eudyptes sclateri)
- Пінгвін новозеландський (Eudyptes pachyrhynchus)
- Пінгвін золотоволосий (Eudyptes chrysolophus)
- Пінгвін білогорлий (Eudyptes schlegeli)
- Пінгвін чубатий (Eudyptes chrysocome)
- Пінгвін великий (Eudyptes robustus)[1]
- Eudyptes moseleyi
- †Eudyptes warhami